# Bernadette Perrin-Riou
Bernadette Perrin-Riou (* 1. August 1955 in Les Vans, Ardèche) ist eine französische Mathematikerin, die sich mit Zahlentheorie und algebraischer Geometrie beschäftigt.

## Leben
Perrin-Riou ist die Tochter eines Chemikers und einer Physikerin und wuchs in Neuilly-sur-Seine auf. Ab 1974 studierte sie an der École normale supérieure (ENS; damals noch École normale supérieure des Jeunes Filles, heute mit der ENS vereinigt), wo sie 1979 ihr Diplom (Thèse de 3ème Cycle) bei Georges Poitou machte. 1983 wurde sie an der Universität Paris-Süd in Orsay bei John Coates mit Arithmétique des courbes elliptiques et théorie d'Iwasawa promoviert. Sie hörte auch Vorlesungen bei Roger Godement über Modulfunktionen, die die Richtung ihrer Forschung beeinflussten. Ab 1978 war sie Assistentin an der Universität Paris VI (Pierre et Marie Curie), wo sie anschließend 1983 Maître de conférences (und im selben Jahr Gastprofessorin an der Harvard University) und Professorin wurde. 1994 wechselte sie zur Universität Paris-Süd in Orsay.

## Wirken
Perrin-Riou beschäftigte sich mit {\displaystyle p}-adischen Darstellungen und {\displaystyle p}-adischen {\displaystyle L}-Funktionen und ihren Verbindungen zur Iwasawa-Theorie und zur Arithmetik elliptischer Kurven. In der Begründung für den Satter Preis 1999 wurde ihre Arbeit zu einem p-adischen Analogon der Gross-Zagier-Formel und dem Analogon der Vermutung von Birch und Swinnerton-Dyer hervorgehoben, die überraschende Anwendungen auf die Arithmetik elliptischer Kurven habe, sowie ihre grundlegenden Arbeiten zu p-adischen Darstellungen (wo sie auf Arbeiten von Jean-Marc Fontaine aufbaute) und Motiven, die zu einem besseren Verständnis der Bloch-Kato-Vermutungen geführt hätten und eine Verbindung von p-adischen L-Funktionen zu Euler-Systemen von Kato herstellten. Ihre Arbeiten hätten einen großen Einfluss auf die zukünftige Ausrichtung der Forschung zu p-adischen L-Funktionen und Iwasawa-Theorie. 1994 gab sie mit Fontaine eine neue, äquivalente Formulierung der Bloch-Kato-Vermutung (equivariante Tamagawa-Zahl-Vermutung), wobei Kato gleichzeitig ähnliche Überlegungen anstellte.

## Auszeichnungen
Im Jahr 1998 erhielt sie den de Freycinet-Preis der französischen Akademie der Wissenschaften. 1999 erhielt sie den Ruth Lyttle Satter Preis. 1994 war sie Speaker auf dem ICM in Zürich (Fonctions L p-adique).

## Schriften (Auswahl)
- Théorie d’Iwasawa et hauteurs p-adiques, Invent. Math., Band 109, 1992, S. 137–185.
- Représentations p-adiques ordinaires, Périodes p-adiques, Astérisque, Band 223, Soc. Math. France, 1994, With an appendix by Luc Illusie, S. 185–220.
- Théorie d’Iwasawa des représentations p-adiques sur un corps local, Invent. Math., Band 115, 1994, S. 81–161. (EuDML)
- mit Jean-Marc Fontaine: Autour des conjectures de Bloch et Kato: cohomologie galoisienne et valeurs de fonctions L, 3 Teile, C.R. Acad. Sci. Paris, Band 313, série I, 1991, S. 189–196, 349–356, 421–428 (und in Uwe Jannsen, Steven Kleiman, Jean-Pierre Serre (Hrsg.): Motives, Proc. Symp. in Pure Math., 55, Teil 1, 1994, S. 599–706)
- Fonctions L p-adiques des représentations p-adiques, Astérisque, Band 229, 1995.
- P-adic L-functions and p-adic representations, American Mathematical Society 2000 (zuerst französisch Fonctions L p-adiques des représentations p-adiques, SMF 1995)
- Théorie d’Iwasawa et loi explicite de réciprocité, Doc. Math., Band 4, 1999, S. 219–273.